# René Ravo
René Ravault dit René Ravo est un dessinateur, affichiste et illustrateur français, né le 12 juin 1904 à Étampes et mort le 6 janvier 1998 à Versailles.

## Biographie
Son père, intendant des hospices d'Étampes, dessinateur et aquarelliste amateur de talent dont il admirait le travail créatif, décède en janvier 1914. Orphelin à l'âge de 9 ans, Très jeune, et après avoir obtenu son certificat d'études d'une école laïque, dont il estimait les enseignants, pour subvenir aux besoins de sa mère et de ses deux sœurs, il dut s'engager dans la mécanique automobile puis, après avoir suivi des cours du soir en dessin industriel, il s'initie à cette profession, faisant tous les jours l'aller et retour Étampes/Paris à bicyclette. Au cours de son service militaire qu'il avait devancé, un officier le met en contact avec des publicitaires. Ils lui proposent de réaliser des maquettes d'annonces sur des sujets industriels : sa maitrise du dessin industriel et son coup de pinceau d'artiste retiennent leur attention.
Au début des années 1920, il travaille pour l'agence de Puybelle (chargé notamment des publicités dans la revue L'Illustration), puis à partir de 1924, pour l'Avenir-Publicité. Il monte ensuite son propre atelier de création, rue de la Rochefoucauld, Paris, 75009.
Il conçoit ensuite des centaines d'affiches et d'annonces publicitaires pour de grandes marques de l'époque telles que Les éponges Spontex, l'électro ménager, radio, télévision Radiola, le vélo, Velosolex, La loterie nationale, les cigarettes Caporal Gitane, les emprunts d'État, etc. 
Sa carrière de graphiste, créateur publicitaire s'achève au début des années 1980, lorsque l’affichage urbain et les annonces dans la presse écrite sont peu à peu négligées au profit des 'spots' publicitaires télévisés.
Dans les années 1930, il s'est fait construire une résidence, avenue des Coutayes à Andrésy (Yvelines) dont il a conçu les plans et supervisé la construction.  Il s'y ressourçait durant les week-ends et y a passé sa retraite de 82 à 93 ans.
Il laisse sa fille, Françoise et son fils, René-Jean Ravault, Ph.D., Professeur honoraire, Faculté de Communication de l'Université du Québec à Montréal, Sa fille, Françoise, étant décédée en Aout 2013, René-Jean est, à présent, le seul survivant et ayant droit. Pour le joindre: R-J. Ravault, 1145 Demers, Carignan, J3L 1E8. Québec, Canada. Courriel: Lise-renejean.ravault@videotron.ca

## Expositions
- Une de ses affiches figure dans l'exposition De Bébé Cadum à Mamie Nova - un Siècle de Personnages Publicitaires, présentée du 14 décembre 1999 au 1er avril 2000 à la Bibliothèque Forney bibliothèque de la ville de Paris spécialisée dans les arts décoratifs et graphiques[5].
- Du 12 mai au 14 novembre 2004, le MAD (musée des arts décoratifs de Paris) inclut des affiches de René Ravo dans son exposition Les années glorieuses de la pub 1950-1970, qui réunit plus de 150 affiches issues des collections du musée[6].
- De 2015 à 2019, Marc M. Choko, professeur émérite à l'école de design de l'UQAM à Montréal, consacre une partie de sa collection d'affiches à une exposition tournante dans cinq villes de France, intitulée Bêtes d'affiches, qui comprend des œuvres de René Ravo[7],[8].
- Une exposition lui est dédiée du 2 au 25 juin 2016 aux "Imprimeries réunies" à Moulins (Allier)[9].
- Plusieurs de ses affiches sont accessibles à la boutique du musée du Louvre à Paris
- Du 9 au 15 mai 2016, les Pétochons du Bourbonnais ont organisé les 70 ans du Vélosolex. Cet évènement est suivi d'une exposition consacrée à René Ravo, illustrateur publicitaire du carburateur Solex et surtout "du VeloSolex, la bicyclette qui roule toute seule'" aux Imprimeries Réunies à Moulins du 17 mai au 16 juin 2016. Ces expositions ont donné lieu à la publication d’un excellent catalogue Solex/Ravo supervisé par Benoit Kornprobst (14 rue du Lieutenand Burland, 03000 Moulins). ‘Expositions 70 ans de Vélosolex’  https://www.lespetochons.com/product/catalogue-exposition/

## Œuvre
Les commanditaires de ses affiches et documents publicitaires appartiennent à des branches d'activités variées :
- équipements de transport : Delahaye, Hispano-Suiza, Hotchkiss, VéloSoleX (le vélo et le carburateur), Quillery (pièces d'automobile) ;
- appareils électro-ménagers : Ducretet, Pathé, Radiola, marque avec laquelle il entretiendra une collaboration de plus de 30 ans, et dont il dessinera le perroquet qui fut son emblème[3], Jaz ;
- biens de consommation : Bourjois, Gitanes, Revillon, Spontex, Waterman ;
- divers : Bazar de l'Hôtel de Ville, Gaumont, Warner Brothers, Loterie nationale, Le Parisien libéré, salon de l'auto de Paris et autres salons et expositions, emprunt autoroute, revue Science et Vie, Trésor public , revue Vendre.

La plupart de ses affiches sont déclinées en petits formats pour être insérées dans des revues telles que L'Illustration, certaines sont reproduites sous forme d'objets publicitaires.
Il a aussi réalisé des affiches de films :
- La Nuit fantastique, 1942
- Monsieur Vincent, 1947
- Les assassins sont parmi nous, 1948
- No, no, Nanette, 1950.

Et il a illustré un livre, Monsieur le représentant, 1951.
Il signe ses œuvres « René Ravo », une lettre « R » majuscule servant d'initiale commune au prénom et au nom.

## Collections publiques
- Le MAD (musée des arts décoratifs de Paris) possède dans ses collections des affiches de René Ravo[6].
- La Bibliothèque Forney à Paris détient une centaine d'œuvres de René Ravo (affiches et autres supports visuels)[14].
- Le musée Carnavalet à Paris possède l'affiche réalisée en 1935 pour la Loterie nationale[15].
- Le musée d'Art et d'Histoire de Cognac a dans sa collection une affiche pour le cognac Hine[16].